# Crispus Attucks
Pour les articles homonymes, voir Crispus (homonymie).
Crispus Attucks, né à Framingham aux alentours de 1723 et mort à Boston le 5 mars 1770, est un esclave américain. Il s'enfuit et exerce les métiers de marin et de docker. Il meurt durant le massacre de Boston, ce qui fait de lui l'un des cinq premiers martyrs de la Révolution américaine.

## Biographie

### Avant 1760
Crispus Attucks est probablement né esclave en 1723 à Framingham, Massachusetts. Peu de choses à son sujet sont considérées comme certaines. Les historiens estiment qu'il était surement d'origine afro-américaine et amérindienne,,. Esclave de William Brown, Attucks prend la fuite en 1750. Il vit aux alentours de Boston. Durant une vingtaine d'années, il gagne sa vie sous le nom de Michael Johnson en travaillant comme marin, harponneur et comme docker,,.

### Le massacre de Boston

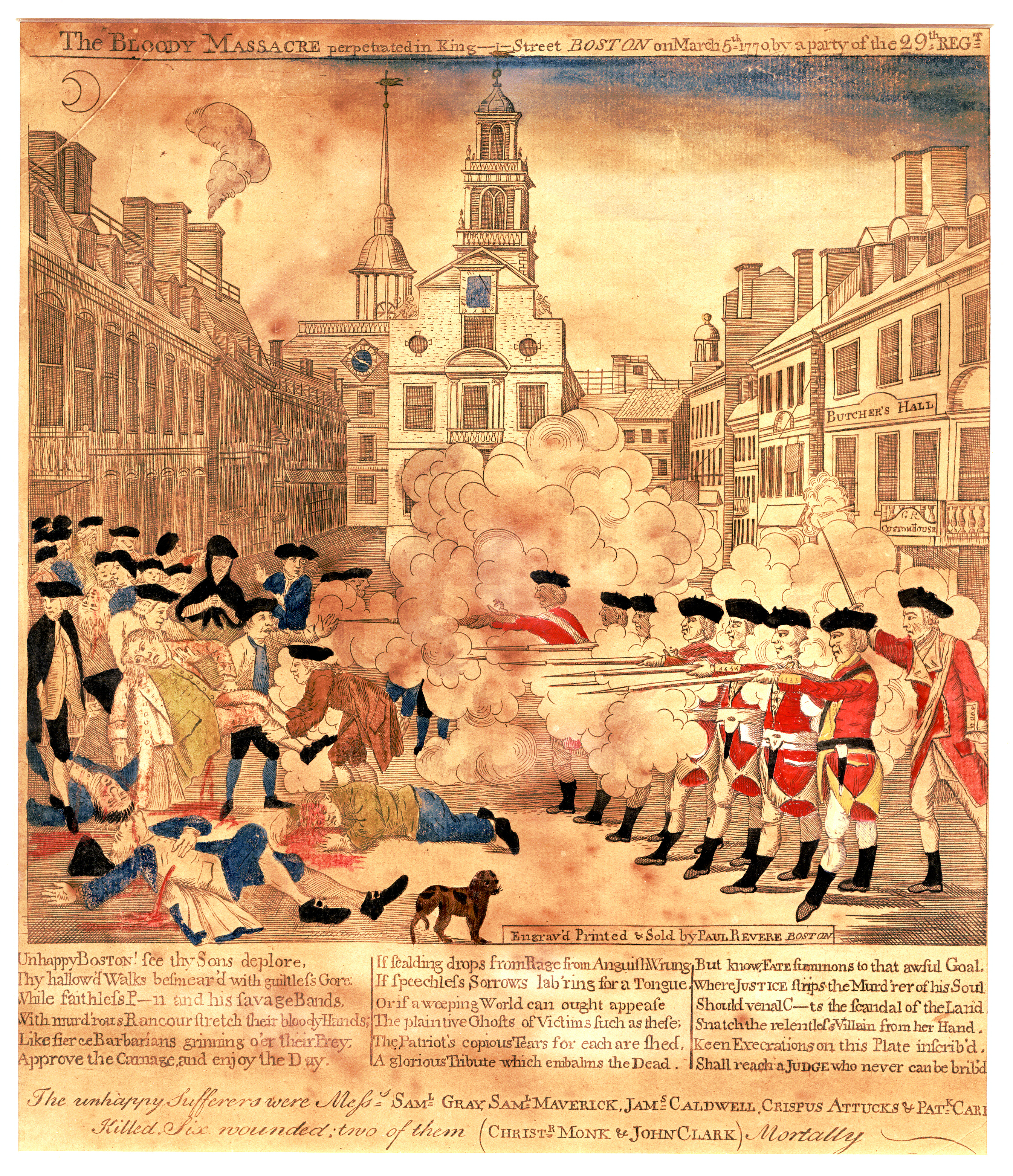
Gravure représentant le massacre de Boston.

À la fin des années 1760, les Bostoniens protestent contre le Stamp Act et les Townshend Acts votés par le Parlement britannique. Ils s'opposent également à la présence de l'armée britannique dans leur ville, qui provoque des tensions. Le 5 mars 1770, un attroupement se forme lorsqu'un soldat est accusé d'avoir maltraité un jeune garçon. Crispus Attucks prend part à la confrontation entre la population et les « Tuniques rouges », qui tourne à l'affrontement violent,. Les soldats britanniques tirent sur la foule en faisant huit blessés et cinq morts, dont Attucks. Leurs funérailles ont lieu trois jours plus tard. Ils atteignent le statut de héros populaires. Le journal Massachusetts Gazette sensibilise la population en traitant l'évènement le 12 mars sous le titre « Bloody Massacre » (« Massacre sanglant »). Le scandale oblige les autorités à organiser un procès durant lequel deux des neuf soldats accusés sont reconnus coupables d'homicide (manslaughter),.

## Postérité
Le souvenir de la fusillade et de Crispus Attucks est entretenu par les Fils de la Liberté (Sons of Liberty), qui, jusqu'à la déclaration d'indépendance des États-Unis, célèbrent le 5 mars comme un jour de « fête nationale ». Selon Samuel Adams, cette date marque le début du mouvement qui mènera à l'indépendance. Un monument aux victimes est érigé en 1888 dans le jardin public de Boston Common. Attucks est célébré dans un poème de John Boyle O'Reilly, le décrivant comme « le premier à avoir défié l'autorité et le premier à mourir » (« The first to defy, and the first to die. »).
Un mythe entoure les circonstances de sa mort. Durant plusieurs décennies, les historiens ont considéré Crispus Attucks comme le premier martyr de la révolution américaine,,. Mais son rôle exact et ses intentions font encore débat. Il demeure néanmoins une figure importante dans l'histoire du pays,.